# Pàvlovski
Pàvlovski (en rus: Павловский) és un khútor del krai de Krasnodar, a Rússia. Es troba a la riba dreta del riu Nepil, tributari per l'esquerra del riu Adagum, a 25 km al nord-oest de Krimsk i a 99 km a l'oest de Krasnodar, la capital.
Pertanyen a aquest municipi les poblacions de Sadovi, Keslerovo, Kràsnaia Batareia, Krasni Oktiabr, Anapski, Gladkóvskaia, Vessioli, Neftepromíssel i Novokalínovka.